# Anton von Aretin
Anton von Aretin (15 de agosto de 1918 em Munique - 12 de junho de 1981 em Aldersbach) foi um político alemão, representante do Partido da Baviera e da União Social-Cristã da Baviera. Ele foi membro do Landtag da Baviera. De 1949 a 1953 foi membro do Bundestag.